# 멀리사 몰리나로
멀리사 몰리나로(Melissa Molinaro, 1982년 6월 4일 ~ )는 캐나다의 가수 및 배우이다.

## 출연 작품
- 스쿨 댄스 (2014)
- 저지 쇼어 샤크 어택 (2012)